# じょうぎ座ミュー星
じょうぎ座μ星（じょうぎざミューせい、μ Normae、μ Nor）は、じょうぎ座にある恒星である。高温・高光度の青色超巨星で、高速の恒星風と大規模な質量放出を生じている。じょうぎ座μ星を取り巻くように、散開星団NGC 6169の恒星がみえている。

## 特徴
じょうぎ座μ星は青色超巨星で、スペクトル型はO9.7 Iab、あるいはB0 Iaと分類され、銀河系の中でも特に明るい恒星の1つである。表面の有効温度はおよそ3万Kで、光度は太陽の34万倍に及ぶ。質量は概ね太陽の40倍、半径は太陽の25倍前後になるとみられる。早期型超巨星らしく、強力な恒星風と高い質量放出率を有し、恒星風の終端速度は1700 km/sに達し、1年当たり太陽質量の50万分の1程度を失っているとみられる。

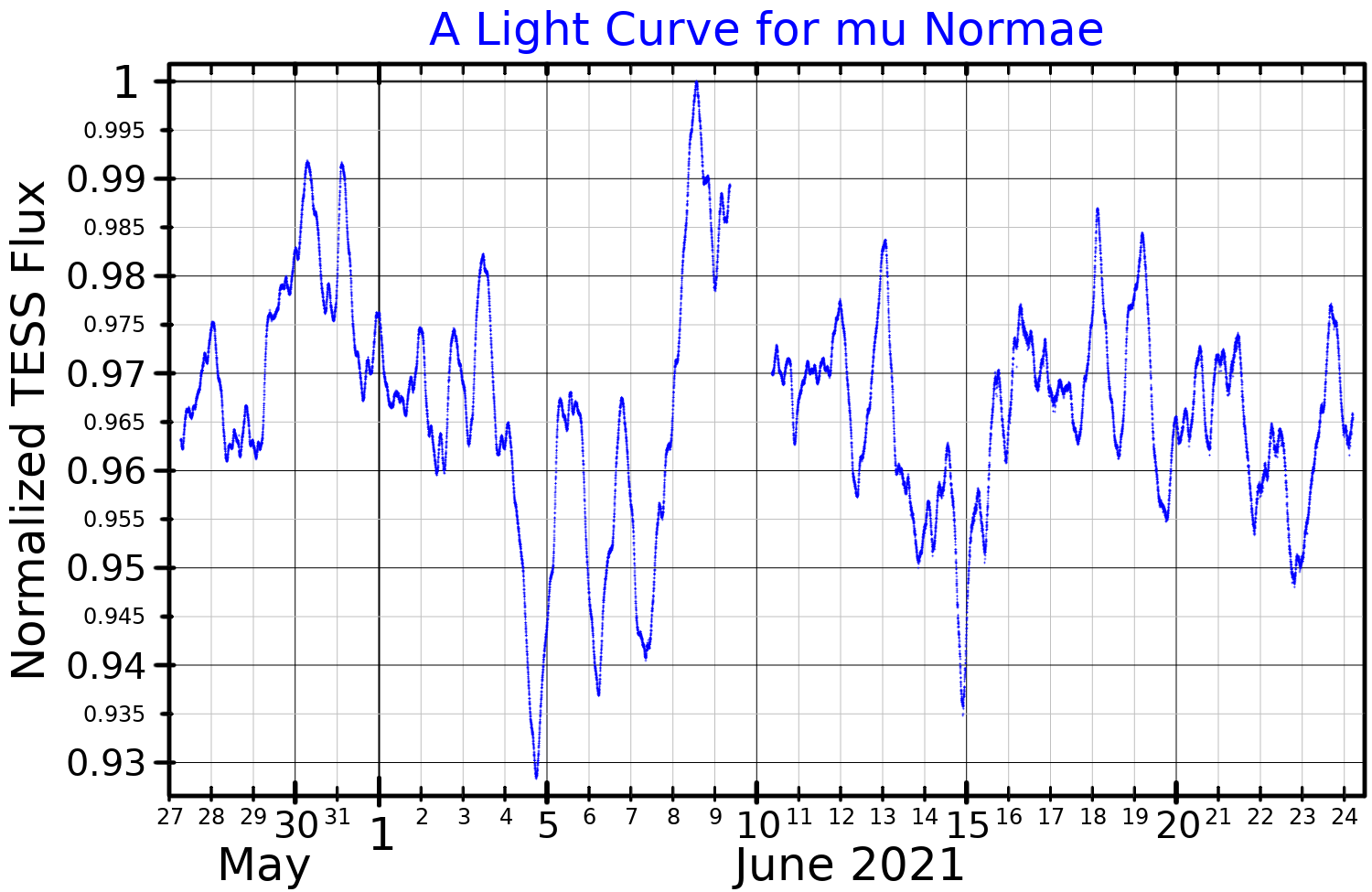
TESSの観測結果に基づき描画したじょうぎ座μ星の光度曲線。

じょうぎ座μ星は、間をあけて観測したところ、明るさが変化していた。ヒッパルコス衛星によって測光観測が行われると、振幅が0.02等級程の振動が明らかになり、変光星であることが確認された。全体としてはもう少し変光範囲が大きく、4.87等から4.98等の間で光度が変化するとされる。変光星の種類としては、おそらくはくちょう座α型であろうと考えられている。

### 所属
じょうぎ座μ星はかなり遠方にあるため、距離の決定が難しい。さいだん座OB1アソシエーションに属するのではないかとされ、アソシエーションまでの距離およそ4500光年が、じょうぎ座μ星にも当てはまると考えられたが、星間吸収線に基づいて距離を推定すると、もう少し近く3400光年くらいとなる。また、じょうぎ座μ星と同じ視線方向にNGC 6169という恒星が密集した領域がみられる。NGC 6169は散開星団とされるが、詳しいことはわかっておらず、星団ではないとする説もある。同じ視線上にあるだけで、じょうぎ座μ星はNGC 6169の一員ではないともいわれている。コリンダーカタログでは、星団を外見的特徴から4種類に分類し、そのうちの1種類、飛び抜けて明るい恒星があって、その周りに暗い恒星が集まる星団を、NGC 6169を見本として「じょうぎ座μ型」と呼んでいる。

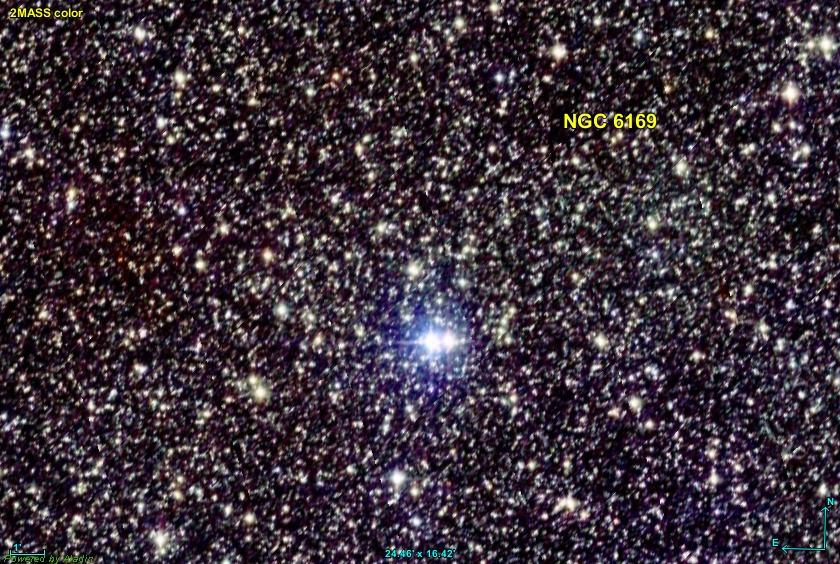
2MASSの観測データから得られたNGC 6169の画像。